# Дубьонське сільське поселення
Дубьо́нське сільське поселення (рос. Дубёнское сельское поселение) — муніципальне утворення у складі Дубьонського району Мордовії, Росія. Адміністративний центр — село Дубьонки.

## Історія
Станом на 2002 рік існували Березовська сільська рада (присілок Чкалово, селища Пашевка, Свиносовхоз, Соловйовка) та Дубьонська сільська рада (село Дубьонки).
24 квітня 2019 року було ліквідовано Березовське сільське поселення, його територія увійшла до складу Дубьонського сільського поселення.

## Населення
Населення — 3529 осіб (2019, 3858 у 2010, 4236 у 2002).

## Склад
До складу поселення входять такі населені пункти:
| Населений пункт     | Населення, осіб (2002) | Населення, осіб (2010) |
| ------------------- | ---------------------- | ---------------------- |
| Дубьонки, село      | 3581                   | 3325                   |
| Пашевка, селище     | 7                      | 4                      |
| Свиносовхоз, селище | 556                    | 461                    |
| Соловйовка, селище  | 18                     | 10                     |
| Чкалово, присілок   | 74                     | 58                     |